# Graphipterus serrator
Graphipterus serrator es una especie de escarabajo del género Graphipterus, familia Carabidae, orden Coleoptera. Fue descrita científicamente por Forskål en 1775.

## Descripción
El macho mide 17-18 milímetros de longitud y la hembra 17,4-21,4 milímetros.

## Distribución
Se distribuye por Egipto e Israel.